# Cinderella (Philatelie)

Reklamemarke von Paul Telge, 1896

Unter dem englischen Philatelie-Begriff Cinderellas lassen sich grob sämtliche nichtamtlichen Ausgaben von Briefmarken verstehen, wozu u. a. auch Ausstellungs(werbe)marken, Fälschungsmarken, (Weihnachts-)Spendenmarken (engl. charity labels, nicht zu verwechseln mit Zuschlagmarken wie Wohlfahrts- bzw. Wohltätigkeitsmarken), Eisenbahnmarken, Telegraphenmarken u. Ä. zu zählen sind. Die Nichtamtlichkeit bezieht sich hierbei auf alle Arten von Briefmarken, die vom internationalen Weltpostverein mit Sitz im schweizerischen Bern nicht als Postwertzeichen zur Frankatur einer Postsendung anerkannt werden.
Nachfolgend wird ein allgemeiner Überblick über philatelistische Cinderella-Briefmarken dargestellt, welche am weltweiten Philateliemarkt präsent sind.

## Kategorien

### Halbamtliche Ausgaben

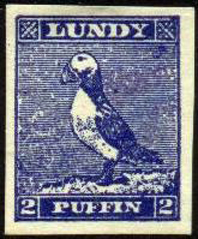
Briefmarke der Insel Lundy, 1929

Halbamtliche Ausgaben sind solche, die einen lokal gültigen amtlichen Charakter genießen und somit für einen streng definierten Postdienst zur Frankatur von Postsendungen zugelassen sind.
Das wahrscheinlich bekannteste Beispiel hierfür sind die Briefmarken der Insel Lundy im Bristol-Kanal im Südwesten Großbritanniens. Eine amtliche Sondergenehmigung erlaubt den Betreibern des Postverkehrs von und zur dünn besiedelten Insel (winters oft weniger als zwanzig Dauerbewohner) unter bestimmten Auflagen die postalische Verwendung von eigenen Lundy-Briefmarken für den Postverkehr zwischen Lundy und dem nächstgelegenen amtlichen Postamt Großbritanniens, nämlich jenem in der Kleinstadt Bideford an der Nordküste Devons gelegen. Lundy-Briefmarken dürfen offiziell jedoch nur in der linken oberen Ecke von (Ansichts-)Karten respektive auf der Rückseite von Briefen angebracht und mittels Poststempel des lokalen (privaten) Postdienstes entwertet werden. Für die anschließende (inter)nationale Postbeförderung ab Bideford sind sodann jedenfalls amtliche Postwertzeichen der britischen Postverwaltung zusätzlich anzubringen.
Weitere Beispiele:
- Alderney Shipping Company
- Commodore Shipping Company
- Sark
- Insel Herm
- Kaulbach Island in der kanadischen Mahone Bay
- Souveräner Malteserorden

### Lokal- bzw. Privatpostausgaben
Die Unterscheidung zu den halbamtlichen Ausgaben besteht vorwiegend lediglich darin, dass keine amtliche Genehmigung vorliegt (und es auch keiner solchen bedarf), die den Postverkehr zum nächstgelegenen amtlichen Postamt einer vom internationalen Weltpostverein anerkannten Postverwaltung eigens regelt. Solche Lokal- bzw. Privatpostdienste (engl.: local post, local postal service, locals, private post, private postal service) entstehen zumeist aus dem Idealismus („Spaß“) von Privatpersonen oder Vereinen, die ihre privaten ausgehenden Postsendungen mit eigenen, selbst kreierten Briefmarken versehen oder über einen gewissen Zeitraum, etwa zur Weihnachtszeit, für ein örtlich begrenztes Gebiet einen privaten Postdienst begründen.
Zu dieser Kategorie gibt es zahlreiche Beispiele, wie etwa die Lokalpost Gardenia, die einen solchen lokalen Privatpostdienst von 1988 bis 1998 in Pfarrkirchen bei Bad Hall in Oberösterreich betrieb. Populär sind solcher Art Privatpostdienste vor allem in Großbritannien, in den Vereinigten Staaten von Amerika (weit über 500 solcher Privatpostdienste) oder in Australien sowie Neuseeland.
Als Beispiele seien genannt: Insel Brecqhou, British Columbia Private Courier Service, Clacton Cycle Mail, Erith-Schulpost, Insel Jethou, Lord Howe Courier Post, Insel Rona, Timaru Bicycle Post und viele mehr.
Ebenfalls dieser Gruppe zugehörend sind Briefmarken von Mikronationen, das heißt Fürstentümern, König- wie Kaiserreichen und Ähnliches, die international nicht anerkannt werden oder wurden und sich de facto selbst für unabhängig, zumeist hinsichtlich ihres Privat(grund)besitzes, erklärt haben, zudem einen privaten Postdienst bis zum nächstgelegenen amtlichen Postamt unterhalten oder unterhielten.
Eine der ältesten bekannten Ausgaben datiert bis ins Jahr 1889, als die Ausgaben des dubiosen Königreichs Sedang an Händler in Belgien und Frankreich verkauft wurden. Ein neueres Beispiel ist das selbst erklärte Fürstentum Principality of Hutt River im Westen Australiens, wo sich ein Farmer und Großgrundbesitzer samt Familie vom australischen Staat lossagte, seinen Besitz kurzerhand zum unabhängigen Fürstentum ausrief und unter anderem mit der Ausgabe eigener Hutt-River-Province-Briefmarken begann und hierfür auch einen Privatpostdienst bis zum nächstgelegenen australischen Postamt in Northampton, Western Australia, etablierte.
Weitere bekannte Beispiele sind die Republik Kugelmugel sowie die Fürstentümer Sealand und Seborga. Das „Kaiserreich Atlantium“ unterhält auch eine „Kaiserliche Sammlung“ von Briefmarken von Mikronationen im Web (siehe Weblinks).
- Abgrenzung zu Postunternehmen

Die zitierte Art von Privatpostdienst ist streng zu unterscheiden von gewerblich ausgeübten Postunternehmen, die im öffentlichen Leben als wirtschaftlicher Unternehmer in Erscheinung treten, als Gewerbebetrieb amtlich eingetragen sind, Arbeitnehmer gemeldet haben, Steuern entrichten und ihr Unternehmen generell nachhaltig mit kommerzieller Gewinnabsicht betreiben.

### Souvenirausgaben
Souvenirausgaben sind im Wesentlichen eine Untergruppe der Lokal- bzw. Privatpostausgaben, deren Erscheinen oftmals hauptsächlich einen touristischen Hintergrund besitzt, um etwa für eine Stadt oder ein Naturschutzgebiet o. Ä. mittels der Begründung eines Lokal- bzw. Privatpostdienstes und somit mit dem Erscheinen spezieller (Werbe-)Briefmarken eigens wie verstärkt damit zu werben.
Ein Beispiel dazu wäre etwa die Lokalpost Frodsham und Halton in den beiden englischen Ortschaften Frodsham und Halton, südöstlich von Liverpool gelegen, wo sich seinerzeit Lokalpolitiker der Sache angenommen hatten, um durch eine private Posttätigkeit für ihre Gemeinden gemeinsam touristisch zu werben.
Als weitere Beispiele seien hier die Conch Republic, die Känguru-Insel und der Freistaat Socorro genannt.
Unter der Kategorie der Souvenirausgaben wären aber auch jene Briefmarken miteinzubeziehen, die zumeist von Privatpersonen oder Vereinen ausgegeben werden/wurden, um aus dem Verkauf solcher Briefmarken ein oftmals gemeinnütziges Projekt finanziell zu unterstützen.
Hierzu ließen sich die Briefmarken der Saint-Kilda-Inseln zählen, einer abgelegenen Inselgruppe im Nordwesten Schottlands, die, da Naturschutzgebiet, ein UNESCO-Weltkulturerbe darstellen. Die unbewohnte Inselgruppe wird seit dem Jahre 1957 vom National Trust for Scotland verwaltet, der zur finanziellen Unterstützung seines Naturschutzprojekts u. a. auch Briefmarken von dieser Inselgruppe verausgabte.
Aus der Vielzahl solcher Projekte wieder ein paar Beispiele: das Caerdroia Project (ein Forschungsprojekt zu walisischen Rasenlabyrinthen), der Dahlak-Archipel und die Inseln Caldey, Canna, Lihou und Steep Holm (im Bristolkanal).

### Mail-Art-Ausgaben
Eine weitere Gruppe der Cinderella-Briefmarken bilden die sogenannten Mail-Art-Ausgaben (engl.: Artistamp), folglich Briefmarken von Korrespondenz-Künstlern, die Kunst per Post und somit die sublimste Form der Korrespondenz darstellen. Den Mail-Art-Künstlern geht es hierbei nicht zwingend um eine Form eines Postdienstes jedweder Art, sondern vielmehr um die Verbreitung ihrer eigenen individuell kreierten Form von Mail-Art-Kunst eben und im Besonderen auch durch subjektiv gestaltete Briefmarken. Die Begründung von (imaginären) Republiken, Fürstentümern, Königreichen oder Ähnlichem, wie etwa im Fall des Königreichs Aldabra, beruht hierbei nicht auf politisch gestützten Ideologien, sondern einzig und allein auf den rein persönlichen Ideen und Gedanken ihres künstlerischen Schöpfers.
Weitere Beispiele (Auswahl): Alki Postage, Khanat Bokhara, Königreich Edelweiss (vormals Scheinausgaben), Hochkönigreich Fantippo, Republik Free Vinland, Republik Kemp Land (vormals Scheinausgaben), Republik Liegerland, Loowit, Republik Mevu (vormals Scheinausgaben), Montebello-Inseln (vormals Scheinausgaben), Föderation Musograd, Fürstentum Ohain, Republik Port Maria (vormals Phantomausgaben), Republik Raoul (siehe auch Kapitel Abgrenzung zwischen einzelnen Kategorien), Königreich (All the) Sedang, Terra Candella, Archipel Tui Tui, Sultanat Upper Yafa, Herzogtum Zujuteland und viele mehr.

### Scheinausgaben
Als Scheinausgaben (engl.: bogus) bezeichnet man Briefmarken von Orten, Städten, Gebieten, Inseln, Ländern u. Ä., die aus geographischer Sicht tatsächlich irgendwo real existent sind, wo jedoch zu keiner Zeit jemals ein Privatpostdienst stattgefunden hat. Hierbei ist es unbedeutend, ob das Gebiet oder die Insel, wofür die Briefmarken erschienen sind, von Menschen bewohnt sind/waren oder nicht.
Als vielleicht bekanntestes Beispiel wäre hierfür die schottische Insel Eynhallow anzuführen, wofür seit den 1970er-Jahren Unmengen an Briefmarken auf dem philatelistischen Markt gesichtet wurden, ohne dass auf dieser unbewohnten Insel auch nur zu irgendeiner Zeit so etwas Ähnliches wie ein privater Postdienst stattgefunden hätte.
Aus der Vielzahl solcher Orte und Inseln einige Beispiele: Morokulien, die Insel Abd al-Kuri (bei Sokotra), die Bernera-Inseln, die Inseln Eigg, Gruinard, Mactan, Skomer, Soay, Staffa, Tiree u. v. m.
Ebenso der Kategorie der Scheinausgaben zuzurechnen sind Briefmarken von selbst ernannten Fürstentümern und König- wie auch Kaiserreichen u. Ä., sofern das hierfür proklamierte „Hoheitsgebiet“ tatsächlich irgendwo auf der Erde real existent ist (sogenannte Mikronationen), jedoch zu keiner Zeit ein operativer Privatpostdienst stattgefunden hat.
Hierzu wäre etwa das philatelistisch imaginäre irische Fürstentum Thomond als Beispiel zu nennen, wofür im Jahre 1961 eine Serie von zwölf Briefmarken ausgegeben wurde, ohne dass jedoch durch einen tatsächlich bewirkten Privatpostdienst ein notwendiger Anlass respektive ein notwendiges Interesse hierfür vorgelegen wäre.
Das „Sultanat Occussi-Ambeno“ unterhält eine Website, wo auch Marken seiner „Provinzen“ Feripæga und Quatair abgebildet sind. Als Domäne eines deutschen „Fürsten“ sei das unterseeische „Fürstentum Wikingland“ genannt.

### Phantomausgaben
Als Phantomausgaben werden Briefmarken von Gebieten jedweder Art bezeichnet, die geographisch nirgendwo existent sind, somit also reine Fantasieprodukte ihrer Erfinder darstellen. Ein Beispiel hierfür wäre das Königreich Buddhistan, ein „Staat“, der sich nach Angaben des Herausgebers jener Briefmarken irgendwo in der Weite des Weltalls befindet.
Weitere Beispiele (Auswahl): Königreich Adaluncatiff, Republik Ahu'a, Bannatyr, Fürstentum Castellania, Insel Chitawa, Republik Chyan, Königreich Dromidau, Fürstentum Erehwon, Republik Goffrea, Königreich Grand Baetica, Insel Hispanico, Königreich Ilis Day, Insel Ilyria, Königreich Intersol, Invelden, Insel Karang, Sultanat Khayyam, Republik Laurania, Litholand, Fürstentum Lomand, Insel Lucid, Mandoro, Mars Postage, Insel Minland, Insel Monku, Moon Postage, Insel Nei, Scheichtum Nohi Pibni, Republik Normenia, Popalania, Föderation Romanches, Sai-Land, Insel Serran, Solar System Rocket Service, Kaiserreich Sonne, Taiper, Freistadt Toravo, Republik Tyr, Venus Postage, Republik Witti u. v. m.

### Ausgaben von Exilregierungen u. Ä.
Unter Ausgaben von Exilregierungen u. Ä. fallen alle jene Briefmarken, die von international anerkannten wie aber auch selbst erklärten, demzufolge international nicht anerkannten Exilregierungen u. Ä. in Auftrag gegeben werden/wurden.
Hierfür einschlägig bekannt sind vor allem die Briefmarken der Kroatischen Exilregierung, welche seinerzeit ihren Sitz zuletzt in der spanischen Hauptstadt Madrid innehatte und von dort aus gegen die damals reguläre Regierung Jugoslawiens (politisch) operierte.
Weitere Beispiele (Auswahl): Exilregierung von Albanien, Exilregierung von Bulgarien, Exilregierung des Iran, Republik Maluku Selatan (auch Scheinausgaben; siehe auch Kapitel Abgrenzung zwischen einzelnen Kategorien), Exilregierung von Nagaland, State of Oman unter Imam Ghalib bin Ali (später Scheinausgaben), Exilregierung von Rumänien, Exil-Befreiungsrat der Slowakei, Exilregierung von Tibet, Exil-Nationalrat der Ukraine u. a.

### Widerstands- bzw. Propaganda-Ausgaben
Ausgaben von Widerstandsgruppierungen (engl.: propaganda label) sind durchwegs verbunden mit politisch orientierten Territorialkämpfen gegen international zumeist als regulär anerkannte Regierungseinheiten, wobei ein eingeschränkter Privatpostdienst durch jene Widerstandsgruppierungen im territorial umkämpften Gebiet sehr wohl stattgefunden haben könnte, wie aber diese Briefmarken auch nur bloßen Propagandazwecken ohne eigentlich operierenden Postdienst gedient haben mögen.
Beispiele hierfür waren etwa die Briefmarken der polnischen Arbeiter- und Gewerkschaftspartei Solidarność oder auch jene der Volksgruppen der Shan und Karenni im heutigen Myanmar, die – auch mit militärischen Mitteln – seit vielen Jahren für eine politische Unabhängigkeit vom einstigen Birma kämpfen.
Weitere Beispiele (Auswahl): Al-Fatah-Ausgaben, Amerikanisch-Litauischer-Philatelistenverein-Ausgaben, Anti-Bolschewistischer-Block-der-Nationen-Ausgaben, Baltische-Gesellschaft-Ausgaben, Dhufar (später Scheinausgaben), Kernow, Komitee-Deutscher-Osten-Ausgaben, La-Rosa-Blanca-Ausgabe, Organisation-Papua-Merdeka-Ausgaben, Permesta-Ausgaben, Polisario-(Westsahara-)Ausgaben (auch Scheinausgaben), Sinn-Féin-Ausgaben, UNITA-Ausgaben u. a.

## Abgrenzung zwischen einzelnen Kategorien
Eine spezifische Abgrenzung zwischen den einzelnen Kategorien ist oft nicht immer einfach wie eindeutig. Das möge am besten anhand einiger nachfolgender Beispiele verständlich dargestellt werden.

### Briefmarken des Souveränen Malteserordens
Der Souveräne Malteserorden (Sovrano Militare Ordine di Malta, kurz: S.M.O.M.), seit 1798 ein Völkerrechtssubjekt ohne Staatsgebiet, der im Herzen Roms einige Besitzungen aufzuweisen hat, denen der exterritoriale Status einer Botschaft zukommt, gibt seit 15. November 1966 Briefmarken aus. Das einzig öffentlich für jedermann zugängliche Postamt des Ritterordens befindet sich unweit der bekannten Via-Condotti-Einkaufsmeile nahe der Spanischen Treppe.
Die Postverwaltung des Malteserordens hat nunmehr bereits mit über fünfzig (Stand: 2006) anerkannten Postverwaltungen des Weltpostvereins bilaterale Verträge über den Postverkehr mit ihrem Hauptsitz in Rom abgeschlossen, u. a. auch mit Österreich (seit 1. Dezember 1989). Das bedeutet, dass Briefmarken des Souveränen Malteserordens für Sendungen vom Hauptsitz des Malteserordens in jene Vertragsstaaten volle Frankaturgültigkeit besitzen und mit jenen Briefmarken freigemachte Postsendungen an die jeweiligen Empfänger ohne Strafporto-Zuschlag auf dem Postweg zugestellt werden. Aus der Sicht Österreichs sind die Briefmarken des Souveränen Malteserordens – einschließlich der vor Inkrafttreten des Abkommens ausgegebenen Marken – aufgrund des erwähnten bilateralen Abkommens somit als amtliche Postwertzeichen einzustufen.
Eine Postsendung nach Deutschland allerdings würde jedoch am Postamt des Ritterordens nicht angenommen werden können, da zwischen der Postverwaltung des Souveränen Malteserordens und der Deutschen Postverwaltung kein bilaterales Postabkommen besteht (Stand: 2006) und somit die Briefmarken des Ritterordens keine Frankaturgültigkeit für deutsches Hoheitsgebiet besitzen.

### BriefmarkenRepublik Raoul
Die Briefmarken der Republik Raoul sind grundsätzlich eindeutig den Mail-Art-Ausgaben zuzurechnen. In Unkenntnis des Hintergrunds des Erscheinens jener Briefmarken könnte man jedoch auch vermuten, dass es sich bei diesen Briefmarken um bloße Scheinausgaben handelt, da unter Hinweis auf jedwede Art von künstlerischer Freiheit die nördlich von Neuseeland gelegene Inselgruppe der Kermadecs mit ihrer Hauptinsel Raoul als unabhängiges „Staatsgebiet“ jener Republik proklamiert wird.

### Briefmarken derRepublik Maluku Selatan
Ab dem Jahre 1950 erschienen verschiedenste Briefmarken unter dem Namen der Republik Maluku Selatan, der von Indonesien am 25. April 1950 sezessionierten Republik der Südmolukken, die vor Ort jedoch niemals postalische Verwendung fanden. Tatsächlich wurde ein Teil jener Briefmarken im Auftrag einer in den Niederlanden ansässigen Exilregierung gedruckt und ausgegeben, weshalb jene Briefmarken anfangs auch der Kategorie „Ausgaben von Exilregierungen“ zuzuordnen sind.
Erst später, etwa ab dem Jahr 1955, sind sodann Briefmarken einer Republik Maluku Selatan erschienen, die nachweislich von der Firma Henry Stolow, einem Briefmarkenhaus in München und New York, in Auftrag gegeben wurden. Folglich sind jene „Stolow“-Machwerke lediglich als bloße Scheinausgaben zu bewerten.

### Ausgaben von Exilregierungen bzw. Widerstandsgruppierungen
Eine klare Abgrenzung zwischen Ausgaben von Exilregierungen sowie jenen von Widerstandsgruppierungen bzw. Propaganda-Ausgaben ist ebenfalls nicht immer eindeutig zu ziehen. So können Ausgaben von Exilregierungen sehr wohl auch lediglich reinen Propagandazwecken dienen wie auch Widerstandsgruppierungen formell im Ausland eine Art Exilregierung ausrufen können, um so dem (politischen) Ziel ihrer Forderungen noch zusätzlich Nachdruck zu verleihen.

### Lösung
Ist eine Cinderella-Briefmarke grundsätzlich mehreren Kategorien zuzuordnen, kann sodann jene gewählt werden, die überwiegend zutrifft oder zuletzt Gültigkeit besaß (im vorgenannten Beispiel wäre heute aus der (amtlichen) Sicht Österreichs eine Zuordnung der Briefmarken des Souveränen Malteserordens in die Kategorie der Lokal- bzw. Privatpostausgaben nicht mehr zeitgemäß wie angebracht). Bereitet aber selbst dann eine spezifische Zuordnung noch Schwierigkeiten, kann im Wesentlichen die Mehrheit der Meinungen aller Befragten als Basis der Zuordnung zu einer Kategorie herangezogen werden.